# Robert C. Cooper
Robert C. Cooper (Toronto, 14 oktober 1968) is een Canadees regisseur, producent en scenarioschrijver. Bijna zijn gehele cv bestaat uit werkzaamheden verricht voor films en verschillende televisieseries die tot het universum van de sciencefictionfranchise Stargate behoren. Hiervoor won hij zowel in 2009 als 2010 een Leo Award, werd hij in 2000 en 2010 genomineerd voor een Gemini Award en in 2005 en 2007 voor een Hugo Award.
Cooper debuteerde in 1992 als scenarioschrijver met de thriller-dramafilm Blown Away. Daarop volgden onder meer horrorfilm The Club en actiefilm No Contest. Nadat hij in 1997 voor het eerst als schrijver aan het werk ging voor Stargate, ging deze franchise bijna zijn totale professionele leven omvatten. Behalve schrijven, begon Cooper vanaf 1998 ook diverse Stargate-projecten te produceren en sinds 2006 gaat hij tevens nu en dan op de regiestoel zitten.
Cooper is getrouwd met Hillary Cooper, met wie hij dochter Emma kreeg. Hij vertoonde beide vrouwen in zijn leven al eens voor het oog van de camera middels een klein rolletje in een aflevering van Stargate SG-1.

## Filmografie

### Als regisseur
- SGU Stargate Universe (2009-2010, drie afleveringen)
- Stargate: Atlantis (2006-2008, drie afleveringen)
- Stargate: The Ark of Truth (2008, film)
- Stargate SG-1 (2006-2007, twee afleveringen)

### Als schrijver
- SGU Stargate Universe (2009-2011, veertig afleveringen)
- Stargate: Atlantis (2004-2009, 99 afleveringen)
- Stargate: The Ark of Truth (2008, film)
- Stargate SG-1 (1997-2007, 59 afleveringen)
- The Impossible Elephant (2001, film)
- Best Actress (2000, televisiefilm)
- PSI Factor: Chronicles of the Paranormal (1996-1997, vier afleveringen)
- Flash Forward (1997, één aflevering)
- The Dark (1994)
- No Contest (1994)
- The Club (1994)
- Blown Away (1992)

### Als producent
- SGU Stargate Universe (2009-2011, veertig afleveringen)
- Stargate: Atlantis (2004-2009, 99 afleveringen)
- Stargate: Continuum (2008, film)
- Stargate: The Ark of Truth (2008, film)
- Stargate SG-1 (2001-2007, 126 afleveringen als uitvoerend producent, 22 als co-uitvoerend producent, twaalf als co-producent, elf als producent, elf als opziend producent)

- Biblioteca Nacional de España: XX1169240
- Bibliothèque nationale de France: cb14089066g (data)
- Gemeinsame Normdatei: 1206434767
- International Standard Name Identifier: 0000 0000 5930 4480
- Library of Congress Control Number: nb2007018077
- Nationale Bibliotheek van Israël: 987007391693405171
- Nederlandse Thesaurus van Auteursnamen: 314948694
- Système universitaire de documentation: 161120350
- Virtual International Authority File: 38409371